# サンタ・アポローニャ駅
サンタ・アポローニャ駅（ポルトガル語: Estação Ferroviária de Lisboa-Santa Apolónia）はポルトガルの首都リスボンにあるターミナル駅である。リスボンでは最も古いターミナル駅で1865年5月1日に開業した。歴史的な地区であるサン・ヴィセンテ地区アルファマに位置している。

## 乗り入れ路線
ポルトガル鉄道
ノルテ線の起終点駅である。2015年夏ダイヤ現在、平日の主な運行路線及び発着頻度は次の通り
国際列車
マドリード（スペイン）行きルシタニアエクスプレス（1日1本）
アンダイエ（フランス）行きシュド・エクスプレス（1日1本）
高速列車 アルファ・ペンドゥラール
サンタ・アポローニャ駅とポルト＝カンパニャン駅またはブラガ駅間の列車（1日9本）
インターシティ
サンタ・アポローニャ駅とポルト＝カンパニャン駅またはブラガ駅間の列車（1日8本）
サンタ・アポローニャ駅とコビリャン駅間の列車（1日3本）
サンタ・アポローニャ駅とグアルダ駅間の列車（1日3本）
 アザンブジャ線
アザンブジャ -サンタ・アポローニャ間の列車：1時間に1本〜2本（所要時間55分）
リスボンメトロ
青線が乗り入れる。2014年冬ダイヤ現在、平日昼間の運行間隔は6分55秒、朝の通勤時間帯には最短4分55秒間隔、夕方の通勤時間帯には最短5分20秒間隔で運行されている。

## 歴史
1891年から1957年にかけてリスボンでのターミナル駅の機能は中央駅としても知られたロシオ駅が担っていた。今日ではリスボンでのターミナル駅としての機能はオリエンテ駅とサンタ・アポローニャ駅が担っており、リスボン近郊列車アザンブジャ線の他、ポルトガル鉄道が運行する特急にあたるアルファ・ペンドゥラール、急行にあたるインターシティ、スペイン方面へ向かう国際夜行列車トレンオテル(ルシタニア号・マドリード行)やシュド・エクスプレス(イルン行)などが発着する。多数のバスが発着するほか2007年にリスボンメトロの駅が開業し、利便性が向上した。
2022年2月14日、予算1200万ユーロをかけて駅舎内に5つ星ホテル「ザ・エディター・リバーサイド・サンタ・アポローニャ・ホテル」（ポルトガル語: The Editory Riverside Santa Apolónia Hotel）を開業させた。この改修工事によって駅舎を水色から茶色に塗り直すなど、クラシックな装飾が施された。

## 駅構造

### ポルトガル鉄道
地上駅。南北に伸びるプラットホームの南半分はトレイン・シェッドで覆われており、頭端式ホーム3面3線を有する。その内真ん中の1面は2両分くらいの長さしかない。両隣の2面はトレイン・シェッドの外にも伸びており、トレイン・シェッドの外に出ると2面4線分のホームが追加して設置されている。計5面7線。

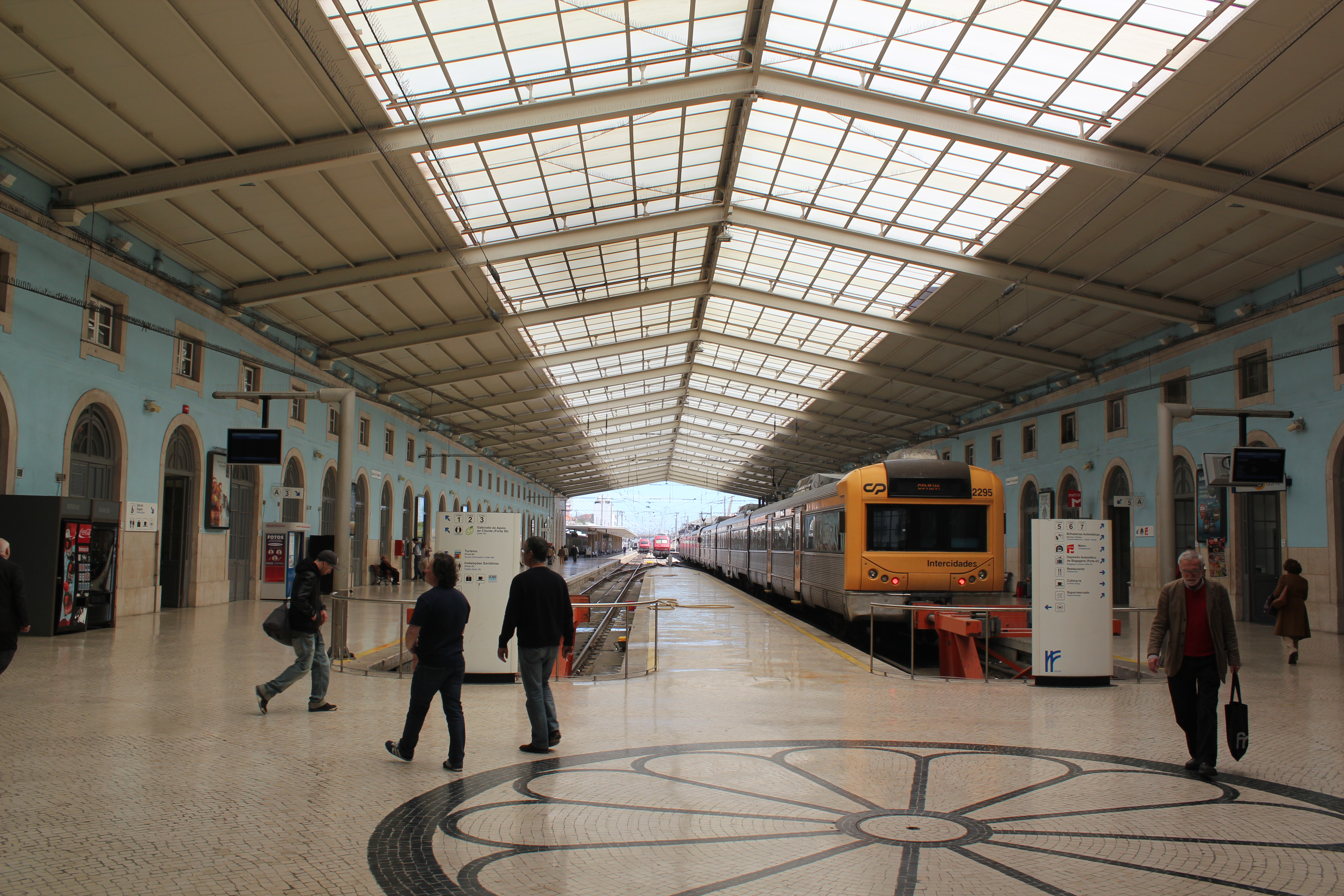
トレイン・シェッド内プラットホーム
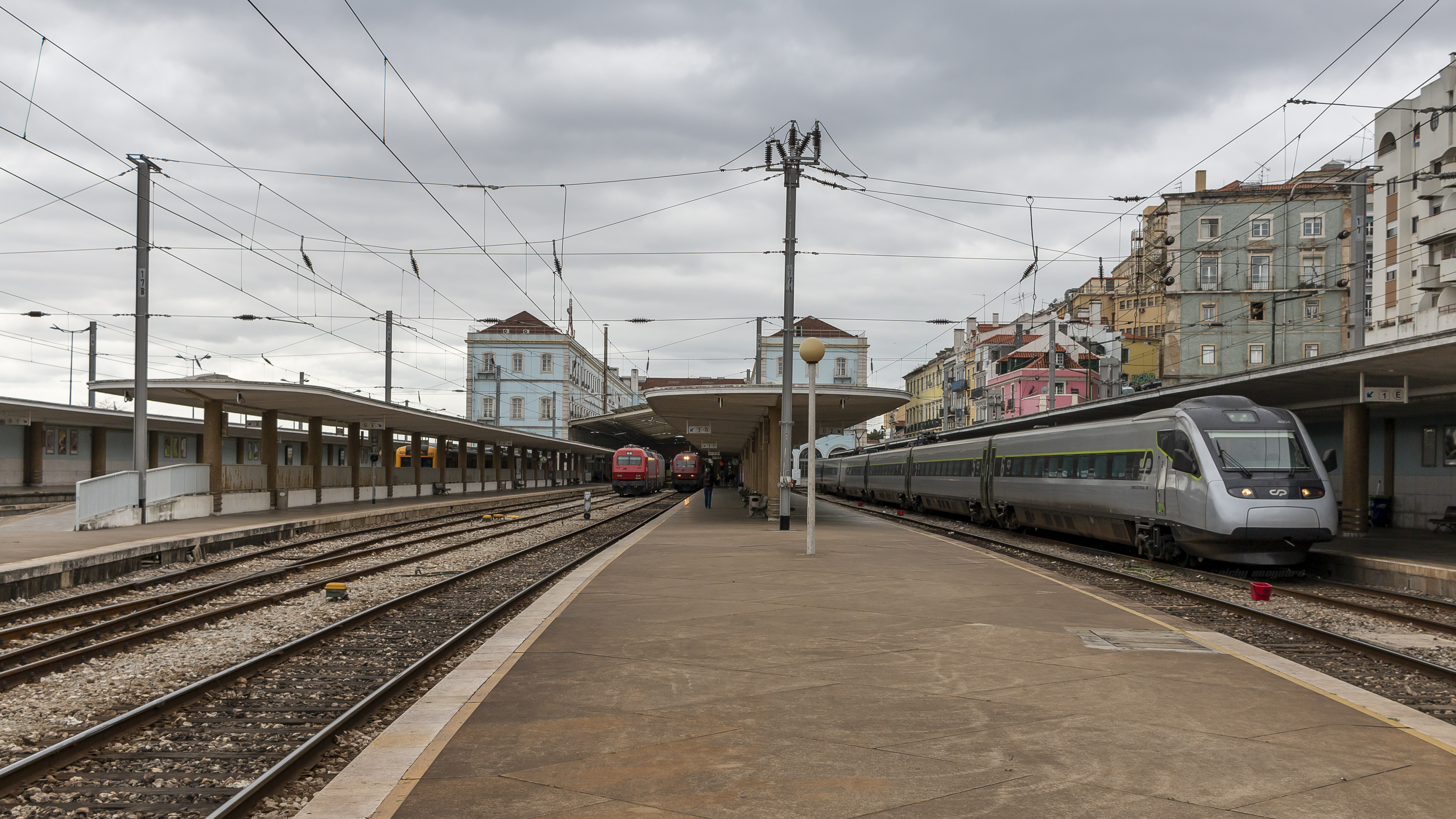
トレイン・シェッド外プラットホーム

### リスボンメトロ
地下駅で、相対式ホーム2面2線を有する。

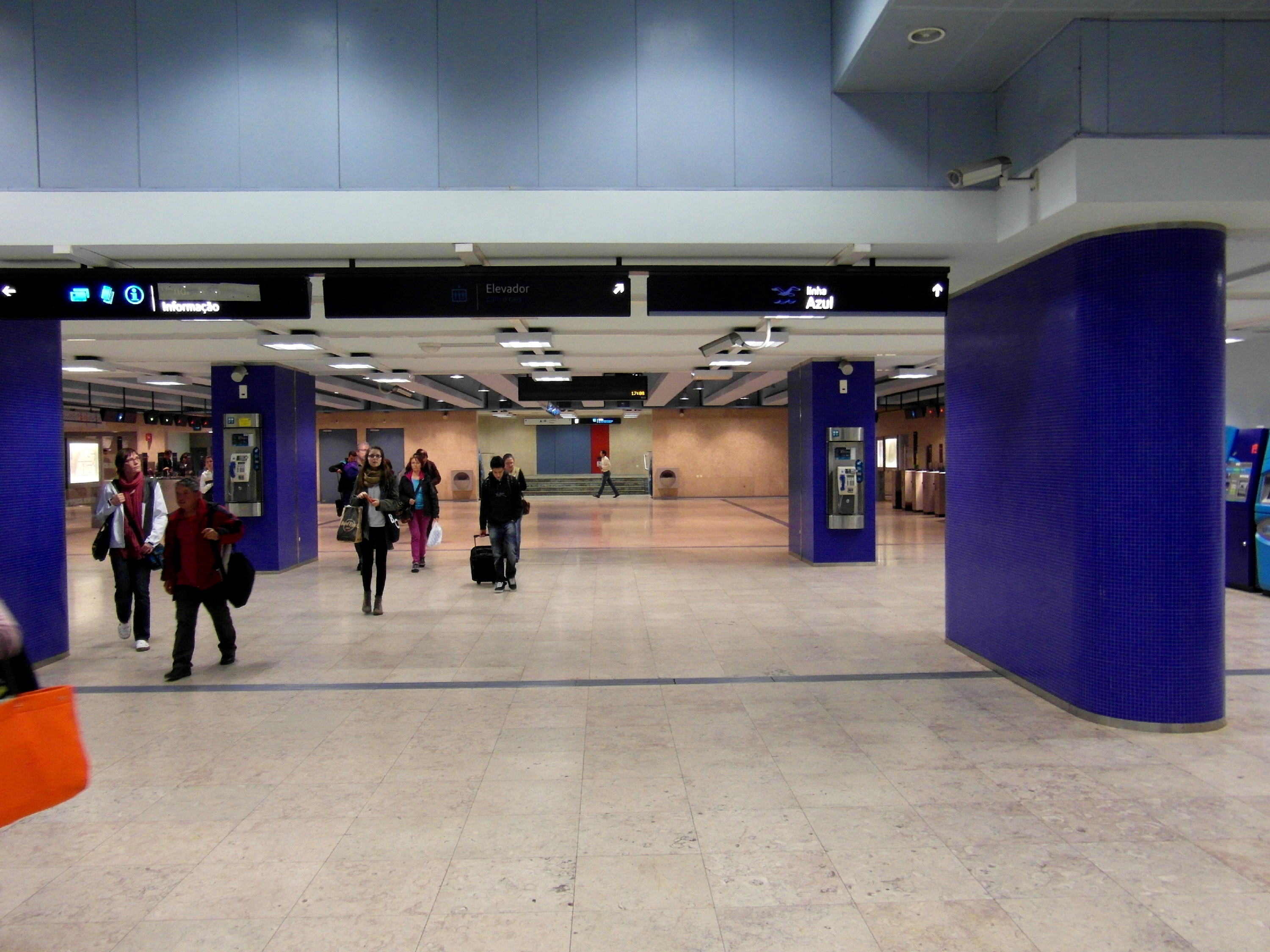
改札階コンコース
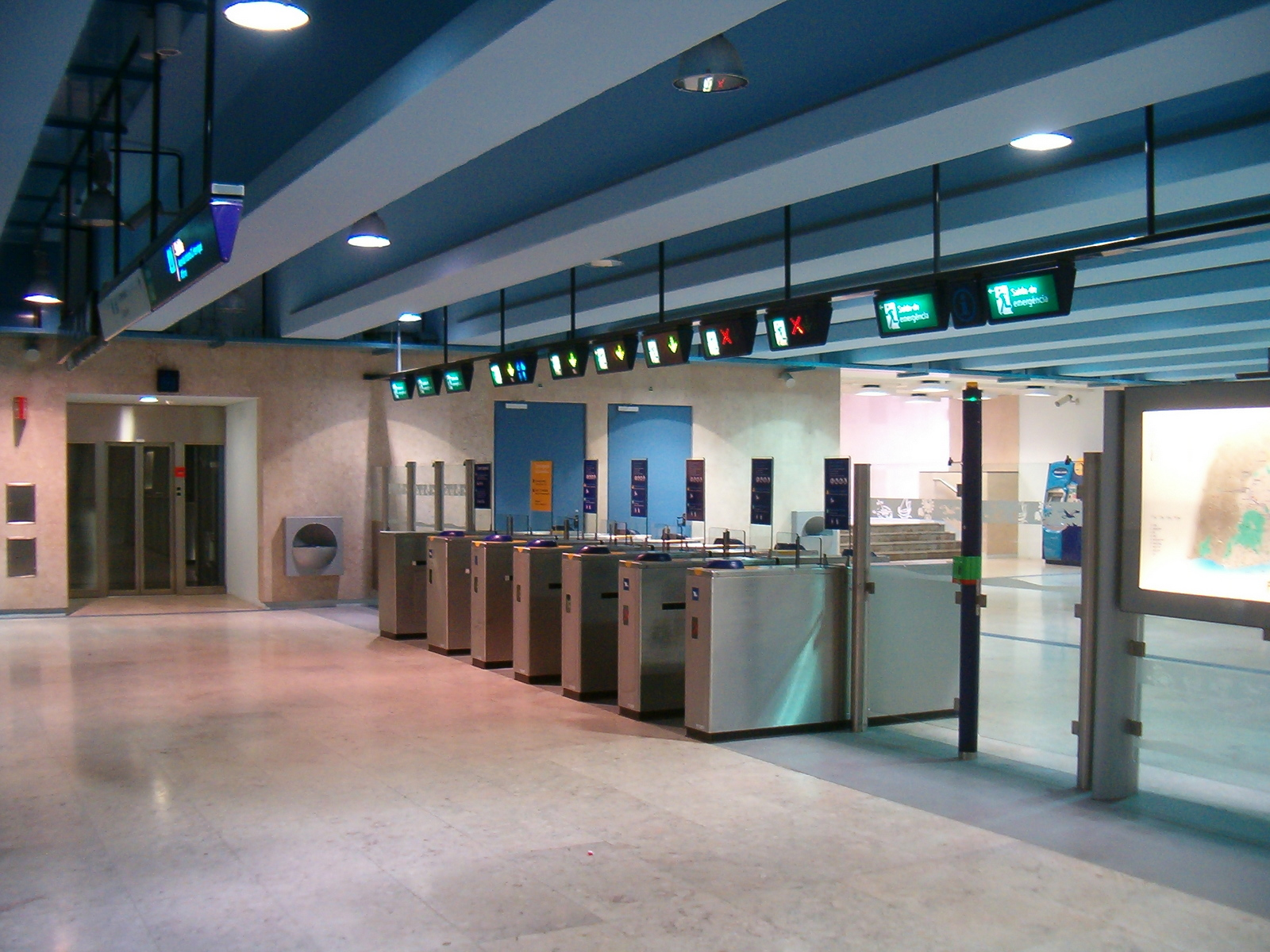
改札口
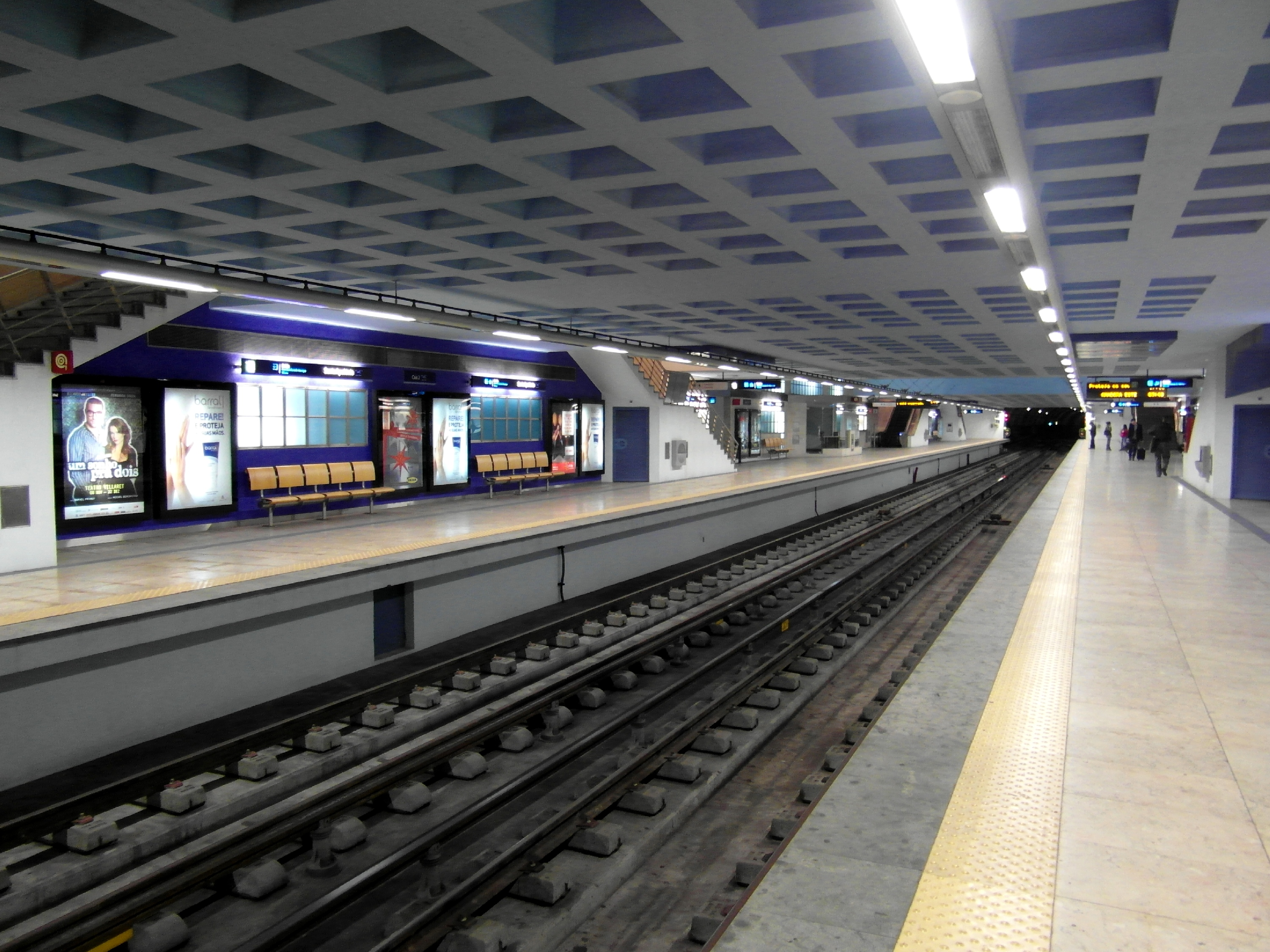
プラットホーム
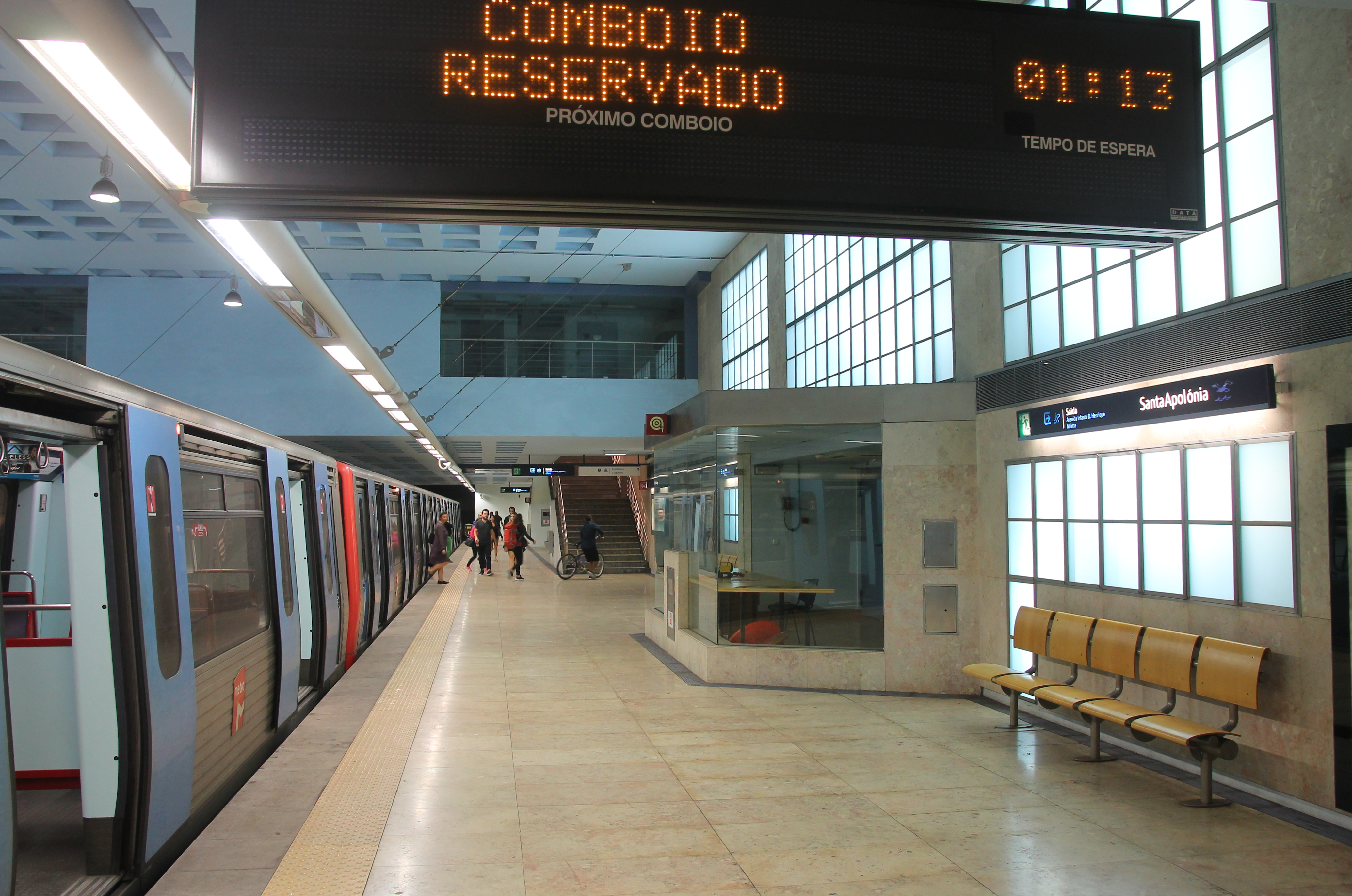
プラットホームの吹き抜け部

## 駅周辺

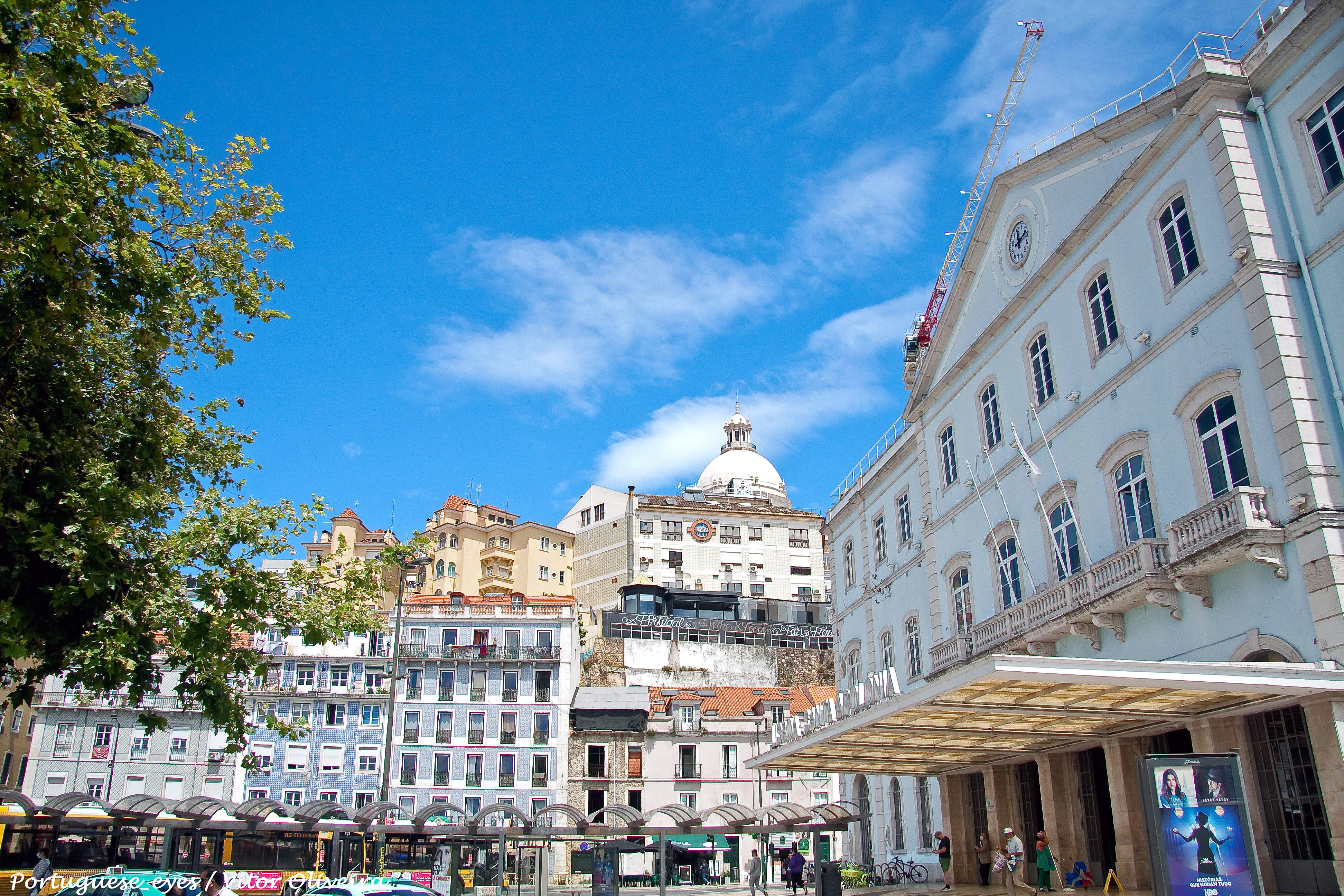
駅前の様子

駅の北には17世紀に建てられたサンタ・エングラシア教会やサン・ヴィセンテ・デ・フォーラ修道院が、西側にはリスボン軍事博物館があり、駅の南東側はテージョ川に面した岸壁になっている。

## 隣の駅
ポルトガル鉄道
アルファ・ペンドゥラール、インテルシダーデ、インターレギオナル、一部のCPレギオナル
オリエンテ駅 - サンタ・アポローニャ駅
一部のCPレギオナル、 アザンブジャ線
ブラソ・デ・プラタ駅 - サンタ・アポローニャ駅
リスボンメトロ
 青線
テレイロ・デ・パソン駅 - サンタ・アポローニャ駅